# Барбире сир Уш
Барбире сир Уш (фр. Barbirey-sur-Ouche) насеље је и општина у источном делу централне Француске у региону Бургундија-Франш-Конте, у департману Златна обала која припада префектури Дижон.
По подацима из 2011. године у општини је живело 256 становника, а густина насељености је износила 23,79 становника/km². Општина се простире на површини од 10,76 km². Налази се на средњој надморској висини од 300 метара (максималној 589 m, а минималној 298 m).

## Демографија
| 1962. | 1968. | 1975. | 1982. | 1990. | 1999. | 2011. |
| ----- | ----- | ----- | ----- | ----- | ----- | ----- |
| 111   | 124   | 108   | 140   | 177   | 224   | 256   |

График промене броја становника у току последњих година